# Torneo Clausura 2020 (Nicaragua)
El Torneo Clausura 2020 fue la edición 94.° del campeonato de liga de la Primera División del fútbol nicaragüense.

## Sistema de competición
El torneo de la Liga Primera está conformado en tres partes:
- Fase de clasificación: 10 equipos juegan todos contra todos a dos vueltas durante 18 jornadas. Primer y segundo lugar clasifican directamente a semifinales. Del tercero al sexto lugar disputan repechaje.

En la etapa regular se observará el sistema de puntos. La ubicación en la tabla general está sujeta a lo siguiente:
- Por juego ganado se obtendrán tres puntos.
- Por juego empatado se obtendrá un punto.
- Por juego perdido no se otorgan puntos.

En esta fase participan los 10 clubes de la Liga Primera jugando en cada torneo todos contra todos durante las 18 jornadas respectivas, a visita recíproca.
- Repechaje: Se juega a un solo partido de acuerdo a las posiciones de la Etapa Regular: 3.º vs 6.º y 4.º vs 5.º, siendo locales los equipos ubicados en el Tercer y Cuarto puesto. El ganador de cada partido avanza a Semifinales, en caso de empate los equipos locales obtienen el pase.
- Fase final: Se juega a visitas recíprocas (ida y vuelta). El clasificado se define de acuerdo al marcador global de la serie.

## Equipos participantes

### Equipos por departamento
| N.º | Departamento  | Equipos                                     |
| --- | ------------- | ------------------------------------------- |
| 3   | Managua       | Juventus FC, Managua FC y CD Walter Ferreti |
| 2   | Madriz        | CD Las Sabanas y Real Madriz FC             |
| 2   | Nueva Segovia | CD Ocotal y ART Jalapa                      |
| 1   | Carazo        | Diriangén FC                                |
| 1   | Chinandega    | Chinandega FC                               |
| 1   | Estelí        | Real Estelí FC                              |

## Información de los equipos
| Equipo            | Entrenador          | Ciudad                | Estadio                        | Capacidad | Fundación       |
| ----------------- | ------------------- | --------------------- | ------------------------------ | --------- | --------------- |
| ART Jalapa        | Leonidas Rodríguez  | Jalapa, Nueva Segovia | Estadio Alejandro Ramos Turcio | 2.000     | 2011 (9 años)   |
| CD Las Sabanas    | Jorge Luis Vanegas  | Las Sabanas, Madriz   | Estadio Solidaridad            | 2.500     | 2015 (5 años)   |
| CD Ocotal         | Reynaldo Clavasquín | Ocotal, Nueva Segovia | Estadio Roy Fernando Bermúdez  | 1.500     | 2002 (18 años)  |
| Chinandega FC     | Reyna Espinoza      | Chinandega            | Estadio La Veranera            | 800       | 1975 (45 años)  |
| Diriangén FC      | Flavio Da Silva     | Diriamba, Carazo      | Estadio Cacique Diriangén      | 7.000     | 1917 (103 años) |
| Juventus FC       | Roberto Chanampe    | Managua               | Estadio Arnoldo y Matty Chávez | 2.000     | 1977 (43 años)  |
| Managua FC        | Emilio Aburto       | Managua               | Estadio Nacional               | 20.000    | 2006 (14 años)  |
| Real Estelí FC    | Holver Flores       | Estelí                | Estadio Independencia          | 9.000     | 1961 (59 años)  |
| Real Madriz FC    | Juan Ramírez M.     | Somoto, Madriz        | Estadio Solidaridad            | 2.500     | 1996 (24 años)  |
| CD Walter Ferreti | Henry Urbina        | Managua               | Estadio Olímpico del IND       | 8.000     | 1987 (33 años)  |

## Fase de clasificación

### Tabla de posiciones
| Pos | Equipos           | PJ | PG | PE | PP | GF | GC | Dif. | Pts. |
| --- | ----------------- | -- | -- | -- | -- | -- | -- | ---- | ---- |
| 1.  | Managua FC        | 18 | 13 | 3  | 2  | 33 | 15 | +18  | 42   |
| 2.  | Real Estelí FC    | 18 | 10 | 5  | 3  | 29 | 11 | +18  | 35   |
| 3.  | Diriangén FC      | 18 | 10 | 5  | 3  | 22 | 11 | +11  | 35   |
| 4.  | CD Walter Ferreti | 18 | 9  | 3  | 6  | 31 | 18 | +15  | 30   |
| 5.  | ART Jalapa        | 18 | 6  | 5  | 7  | 17 | 21 | -4   | 23   |
| 6.  | Juventus FC       | 18 | 5  | 6  | 7  | 24 | 23 | +1   | 21   |
| 7.  | Chinandega FC     | 18 | 5  | 3  | 10 | 18 | 31 | -13  | 18   |
| 8.  | Real Madriz FC    | 18 | 5  | 2  | 11 | 15 | 28 | -13  | 17   |
| 9.  | CD Ocotal         | 18 | 4  | 4  | 10 | 14 | 25 | -11  | 16   |
| 10. | CD Las Sabanas    | 18 | 2  | 6  | 10 | 11 | 31 | -20  | 12   |

| Simbología |
| --- |
| Pos – Posición; PJ – Partidos Jugados; PG - Partidos Ganados; PE - Partidos Empatados; PP - Partidos Perdidos; GF – Goles a Favor; GC – Goles en Contra; DIF – Diferencia de Goles; PTS - Puntos. |

|  | Líder, Clasifica a la Fase Final (1.er Lugar). |
|  | Clasifica a la Fase Final (2.º Lugar).         |
|  | Clasifica a Repechaje (3.º al 6.º Lugar).      |
|  | Último lugar.                                  |

### Tabla general
| Pos | Equipos           | PJ | PG | PE | PP | GF | GC | Dif. | Pts. |
| --- | ----------------- | -- | -- | -- | -- | -- | -- | ---- | ---- |
| 1.  | Managua FC        | 36 | 20 | 9  | 7  | 68 | 40 | +28  | 69   |
| 2.  | Diriangén FC      | 36 | 19 | 10 | 7  | 47 | 26 | +21  | 67   |
| 3.  | Real Estelí FC    | 36 | 18 | 9  | 9  | 55 | 25 | +30  | 63   |
| 4.  | CD Walter Ferreti | 36 | 18 | 9  | 9  | 54 | 32 | +22  | 63   |
| 5.  | Juventus FC       | 36 | 11 | 12 | 13 | 45 | 41 | +4   | 44   |
| 6.  | Chinandega FC     | 36 | 11 | 7  | 18 | 35 | 61 | -26  | 40   |
| 7.  | CD Ocotal         | 36 | 9  | 10 | 17 | 32 | 51 | -19  | 37   |
| 8.  | Real Madriz FC    | 36 | 8  | 12 | 16 | 32 | 53 | -21  | 36   |
| 9.  | ART Jalapa        | 36 | 8  | 11 | 17 | 29 | 44 | -15  | 35   |
| 10. | CD Las Sabanas    | 36 | 8  | 11 | 17 | 28 | 52 | -24  | 35   |

| Simbología |
| --- |
| Pos – Posición; PJ – Partidos Jugados; PG - Partidos Ganados; PE - Partidos Empatados; PP - Partidos Perdidos; GF – Goles a Favor; GC – Goles en Contra; DIF – Diferencia de Goles; PTS - Puntos. |

|  | Líder de la Temporada.                           |
|  | Repechaje contra Subcampeón de Segunda División. |
|  | Desciende a Segunda División.                    |

### Evolución de la clasificación
| Managua FC                                | 3  | 2  | 2  | 2  | 1  | 2  | 1  | 2  | 2  | 2  | 1  | 1  | 1  | 1  | 1  | 1  | 1  | 1  |
| Real Estelí FC                            | 2  | 1  | 1  | 1  | 2  | 3  | 2  | 4  | 3  | 3  | 3  | 2  | 2  | 2  | 3  | 2  | 2  | 2  |
| Diriangén FC                              | 6  | 7  | 5  | 3  | 3  | 1  | 3  | 1  | 1  | 1  | 2  | 3  | 3  | 3  | 2  | 3  | 3  | 3  |
| CD Walter Ferreti                         | 4  | 3  | 3  | 6  | 6  | 5  | 4  | 3  | 4  | 4  | 4  | 4  | 5  | 4  | 4  | 4  | 4  | 4  |
| ART Jalapa                                | 5  | 4  | 6  | 4  | 5  | 4  | 5  | 5  | 5  | 5  | 5  | 5  | 4  | 5  | 5  | 5  | 5  | 5  |
| Juventus FC                               | 8  | 10 | 8  | 8  | 8  | 8  | 8  | 8  | 7  | 7  | 6  | 6  | 7  | 7  | 7  | 6  | 6  | 6  |
| Chinandega FC                             | 1  | 5  | 4  | 7  | 4  | 6  | 6  | 6  | 6  | 6  | 7  | 8  | 6  | 6  | 6  | 7  | 7  | 7  |
| Real Madriz FC                            | 9  | 9  | 7  | 5  | 7  | 7  | 7  | 7  | 9  | 9  | 8  | 7  | 8  | 8  | 8  | 8  | 8  | 8  |
| CD Ocotal                                 | 7  | 8  | 10 | 10 | 10 | 9  | 9  | 9  | 8  | 8  | 9  | 9  | 9  | 9  | 10 | 10 | 9  | 9  |
| CD Las Sabanas                            | 10 | 6  | 9  | 9  | 9  | 10 | 10 | 10 | 10 | 10 | 10 | 10 | 10 | 10 | 9  | 9  | 10 | 10 |
| Última actualización: 18 de abril de 2020 |    |    |    |    |    |    |    |    |    |    |    |    |    |    |    |    |    |    |

### Resultados Cruzados
| ART Jalapa                               |       | 1 - 0 | 2 - 1 | 0 - 1 | 0 - 0 | 2 - 0 | 1 - 1 | 1 - 2 | 1 - 0 | 2 - 0 |
| CD Las Sabanas                           | 0 - 0 |       | 0 - 0 | 1 - 1 | 1 - 1 | 1 - 1 | 0 - 1 | 1 - 2 | 2 - 1 | 0 - 2 |
| CD Ocotal                                | 1 - 2 | 1 - 1 |       | 1 - 0 | 0 - 0 | 0 - 0 | 3 - 1 | 1 - 2 | 0 - 1 | 0 - 1 |
| Chinandega FC                            | 1 - 0 | 3 - 0 | 2 - 3 |       | 0 - 1 | 4 - 0 | 0 - 1 | 1 - 3 | 2 - 1 | 1 - 1 |
| Diriangén FC                             | 0 - 0 | 1 - 2 | 2 - 0 | 3 - 0 |       | 1 - 0 | 2 - 0 | 2 - 0 | 3 - 1 | 2 - 1 |
| Juventus FC                              | 3 - 2 | 5 - 0 | 0 - 1 | 1 - 1 | 3 - 0 |       | 1 - 2 | 0 - 0 | 2 - 0 | 4 - 1 |
| Managua FC                               | 6 - 1 | 4 - 1 | 2 - 1 | 1 - 0 | 2 - 1 | 4 - 2 |       | 1 - 1 | 3 - 1 | 1 - 0 |
| Real Estelí FC                           | 2 - 0 | 1 - 0 | 5 - 0 | 5 - 1 | 0 - 0 | 0 - 0 | 0 - 2 |       | 4 - 0 | 0 - 0 |
| Real Madriz FC                           | 1 - 0 | 4 - 1 | 2 - 0 | 2 - 0 | 0 - 1 | 0 - 0 | 0 - 0 | 0 - 2 |       | 1 - 2 |
| CD Walter Ferreti                        | 2 - 2 | 2 - 0 | 2 - 1 | 7 - 0 | 1 - 2 | 4 - 1 | 0 - 1 | 1 - 0 | 4 - 0 |       |
| Última actualización: 31 de mayo de 2020 |       |       |       |       |       |       |       |       |       |       |

|  | Victoria del equipo local     |
|  | Empate                        |
|  | Victoria del equipo visitante |

### Jornadas
- Los horarios son correspondientes al tiempo de Nicaragua (UTC-6).

#### Primera vuelta
| Juventus FC       | 1 - 2 | Managua FC     | Estadio Arnoldo y Matty | 25 de enero | 17:00 |
| Real Madriz FC    | 0 - 2 | Real Estelí FC | Estadio Solidaridad     | 25 de enero | 19:00 |
| Chinandega FC     | 3 - 0 | CD Las Sabanas | Estadio La Veranera     | 26 de enero | 15:00 |
| CD Ocotal         | 0 - 0 | Diriangén FC   | Estadio Roy Bermúdez    | 26 de enero | 15:00 |
| CD Walter Ferreti | 2 - 2 | ART Jalapa     | Estadio Nacional        | 26 de enero | 18:00 |

| CD Walter Ferreti | 4 - 1 | Juventus FC    | Estadio Nacional          | 1 de febrero | 19:00 |
| Real Estelí FC    | 5 - 0 | CD Ocotal      | Estadio Independencia     | 1 de febrero | 19:00 |
| Diriangén FC      | 1 - 2 | CD Las Sabanas | Estadio Cacique Diriangén | 1 de febrero | 19:00 |
| ART Jalapa        | 1 - 0 | Real Madriz FC | Estadio Roy Bermúdez      | 2 de febrero | 15:00 |
| Managua FC        | 1 - 0 | Chinandega FC  | Estadio Nacional          | 2 de febrero | 18:00 |

| Chinandega FC  | 1 - 1 | CD Walter Ferreti | Estadio La Veranera       | 5 de febrero | 15:00 |
| CD Las Sabanas | 1 - 2 | Real Estelí FC    | Estadio Solidaridad       | 5 de febrero | 19:00 |
| CD Ocotal      | 0 - 1 | Real Madriz FC    | Estadio Roy Bermúdez      | 5 de febrero | 19:00 |
| Diriangén FC   | 2 - 0 | Managua FC        | Estadio Cacique Diriangén | 5 de febrero | 19:00 |
| Juventus FC    | 3 - 2 | ART Jalapa        | Estadio Arnoldo y Matty   | 5 de febrero | 19:00 |

| ART Jalapa        | 2 - 1 | CD Ocotal      | Estadio Alejandro Ramos Turcio | 8 de febrero  | 19:00 |
| Real Madriz FC    | 4 - 1 | CD Las Sabanas | Estadio Solidaridad            | 8 de febrero  | 19:00 |
| Real Estelí FC    | 0 - 2 | Managua FC     | Estadio Independencia          | 8 de febrero  | 19:00 |
| CD Walter Ferreti | 1 - 2 | Diriangén FC   | Estadio Nacional               | 09 de febrero | 18:00 |
| Juventus FC       | 1 - 1 | Chinandega FC  | Estadio Arnoldo y Matty        | 09 de febrero | 18:00 |

| Chinandega FC  | 1 - 0 | ART Jalapa        | Estadio La Veranera       | 15 de febrero | 15:00 |
| Managua FC     | 3 - 1 | Real Madriz FC    | Estadio Arnoldo y Matty   | 15 de febrero | 15:00 |
| CD Las Sabanas | 0 - 0 | CD Ocotal         | Estadio Solidaridad       | 15 de febrero | 19:00 |
| Real Estelí FC | 0 - 0 | CD Walter Ferreti | Estadio Independencia     | 15 de febrero | 19:00 |
| Diriangén FC   | 1 - 0 | Juventus FC       | Estadio Cacique Diriangén | 15 de febrero | 19:00 |

| Real Madriz FC | 1 - 2 | CD Walter Ferreti | Estadio Solidaridad            | 29 de febrero | 19:00 |
| Juventus FC    | 0 - 0 | Real Estelí FC    | Estadio Arnoldo y Matty        | 29 de febrero | 19:00 |
| Chinandega FC  | 0 - 1 | Diriangén FC      | Estadio La Veranera            | 01 de marzo   | 15:00 |
| CD Ocotal      | 3 - 1 | Managua FC        | Estadio Roy Bermúdez           | 01 de marzo   | 18:00 |
| ART Jalapa     | 1 - 0 | CD Las Sabanas    | Estadio Alejandro Ramos Turcio | 01 de marzo   | 19:00 |

| CD Walter Ferreti | 2 - 1 | CD Ocotal      | Estadio Nacional          | 7 de marzo | 19:00 |
| Real Madriz FC    | 0 - 0 | Juventus FC    | Estadio Solidaridad       | 7 de marzo | 19:00 |
| Real Estelí FC    | 5 - 1 | Chinandega FC  | Estadio Independencia     | 7 de marzo | 19:00 |
| Managua FC        | 4 - 1 | CD Las Sabanas | Estadio Nacional          | 8 de marzo | 18:00 |
| Diriangén FC      | 0 - 0 | ART Jalapa     | Estadio Cacique Diriangén | 8 de marzo | 18:00 |

| Diriangén FC   | 2 - 0 | Real Estelí FC    | Estadio Cacique Diriangén      | 14 de marzo | 19:00 |
| CD Ocotal      | 0 - 0 | Juventus FC       | Estadio Roy Bermúdez           | 14 de marzo | 19:00 |
| ART Jalapa     | 1 - 1 | Managua FC        | Estadio Alejandro Ramos Turcio | 14 de marzo | 19:00 |
| Chinandega FC  | 2 - 1 | Real Madriz FC    | Estadio La Veranera            | 15 de marzo | 15:00 |
| CD Las Sabanas | 0 - 2 | CD Walter Ferreti | Estadio Solidaridad            | 15 de marzo | 18:00 |

| Real Estelí FC    | 2 - 0 | ART Jalapa     | Estadio Independencia   | 18 de marzo | 19:00 |
| Real Madriz FC    | 0 - 1 | Diriangén FC   | Estadio Solidaridad     | 18 de marzo | 19:00 |
| CD Walter Ferreti | 0 - 1 | Managua FC     | Estadio Nacional        | 18 de marzo | 19:00 |
| CD Ocotal         | 1 - 0 | Chinandega FC  | Estadio Roy Bermúdez    | 18 de marzo | 19:00 |
| Juventus FC       | 5 - 0 | CD Las Sabanas | Estadio Arnoldo y Matty | 18 de marzo | 19:00 |

#### Segunda vuelta
| ART Jalapa     | 2 - 0 | CD Walter Ferreti | Estadio Alejandro Ramos Turcio | 21 de marzo | 19:00 |
| Real Estelí FC | 4 - 0 | Real Madriz FC    | Estadio Independencia          | 21 de marzo | 19:00 |
| Diriangén FC   | 2 - 0 | CD Ocotal         | Estadio Cacique Diriangén      | 21 de marzo | 19:00 |
| CD Las Sabanas | 1 - 1 | Chinandega FC     | Estadio Solidaridad            | 22 de marzo | 18:00 |
| Managua FC     | 4 - 2 | Juventus FC       | Estadio Nacional               | 22 de marzo | 18:00 |

| CD Ocotal      | 1 - 2 | Real Estelí FC    | Estadio Roy Bermúdez    | 25 de marzo | 15:00 |
| CD Las Sabanas | 1 - 1 | Diriangén FC      | Estadio Solidaridad     | 25 de marzo | 15:00 |
| Chinandega FC  | 0 - 1 | Managua FC        | Estadio La Veranera     | 25 de marzo | 15:00 |
| Juventus FC    | 4 - 1 | CD Walter Ferreti | Estadio Arnoldo y Matty | 25 de marzo | 18:00 |
| Real Madriz FC | 1 - 0 | ART Jalapa        | Estadio Solidaridad     | 25 de marzo | 19:30 |

| Managua FC        | 2 - 1 | Diriangén FC   | Estadio Nacional               | 28 de marzo | 18:00 |
| Real Madriz FC    | 2 - 0 | CD Ocotal      | Estadio Solidaridad            | 28 de marzo | 19:00 |
| Real Estelí FC    | 1 - 0 | CD Las Sabanas | Estadio Independencia          | 28 de marzo | 19:00 |
| ART Jalapa        | 2 - 0 | Juventus FC    | Estadio Alejandro Ramos Turcio | 29 de marzo | 16:00 |
| CD Walter Ferreti | 7 - 0 | Chinandega FC  | Estadio Nacional               | 29 de marzo | 17:00 |

| Chinandega FC  | 4 - 0 | Juventus FC       | Estadio La Veranera       | 1 de abril | 15:00 |
| CD Las Sabanas | 2 - 1 | Real Madriz FC    | Estadio Solidaridad       | 1 de abril | 15:00 |
| CD Ocotal      | 1 - 2 | ART Jalapa        | Estadio Roy Bermúdez      | 1 de abril | 16:00 |
| Diriangén FC   | 2 - 1 | CD Walter Ferreti | Estadio Cacique Diriangén | 1 de abril | 18:00 |
| Managua FC     | 1 - 1 | Real Estelí FC    | Estadio Nacional          | 1 de abril | 19:00 |

| Real Madriz FC    | 0 - 0 | Managua FC     | Estadio Solidaridad            | 4 de abril | 16:00 |
| CD Ocotal         | 1 - 1 | CD Las Sabanas | Estadio Roy Bermúdez           | 4 de abril | 16:00 |
| Juventus FC       | 4 - 0 | Diriangén FC   | Estadio Arnoldo y Matty        | 4 de abril | 18:00 |
| ART Jalapa        | 0 - 1 | Chinandega FC  | Estadio Alejandro Ramos Turcio | 5 de abril | 16:00 |
| CD Walter Ferreti | 1 - 0 | Real Estelí FC | Estadio Nacional               | 5 de abril | 17:00 |

| CD Las Sabanas    | 0 - 0 | ART Jalapa     | Estadio Solidaridad       | 8 de abril | 16:00 |
| Managua FC        | 2 - 1 | CD Ocotal      | Estadio Nacional          | 8 de abril | 16:30 |
| Diriangén FC      | 3 - 0 | Chinandega FC  | Estadio Cacique Diriangén | 8 de abril | 18:00 |
| CD Walter Ferreti | 4 - 0 | Real Madriz FC | Estadio Nacional          | 8 de abril | 19:00 |
| Real Estelí FC    | 0 - 0 | Juventus FC    | Estadio Independencia     | 8 de abril | 19:00 |

| ART Jalapa     | 0 - 0 | Diriangén FC      | Estadio Alejandro Ramos Turcio | 11 de abril | 16:00 |
| CD Las Sabanas | 0 - 1 | Managua FC        | Estadio Solidaridad            | 11 de abril | 16:00 |
| Juventus FC    | 3 - 0 | Real Madriz FC    | Estadio Arnoldo y Matty        | 11 de abril | 18:00 |
| Chinandega FC  | 1 - 3 | Real Estelí FC    | Estadio La Veranera            | 12 de abril | 15:00 |
| CD Ocotal      | 0 - 1 | CD Walter Ferreti | Estadio Roy Bermúdez           | 12 de abril | 16:00 |

| CD Walter Ferreti | 2 - 0 | CD Las Sabanas | Estadio Nacional        | 15 de abril | 16:00 |
| Juventus FC       | 0 - 1 | CD Ocotal      | Estadio Arnoldo y Matty | 15 de abril | 17:00 |
| Real Estelí FC    | 0 - 0 | Diriangén FC   | Estadio Independencia   | 15 de abril | 19:00 |
| Real Madriz FC    | 2 - 0 | Chinandega FC  | Estadio Solidaridad     | 15 de abril | 19:00 |
| Managua FC        | 6 - 1 | ART Jalapa     | Estadio Nacional        | 15 de abril | 19:00 |

| Chinandega FC  | 2 - 3 | CD Ocotal         | Estadio La Veranera            | 18 de abril | 15:00 |
| Diriangén FC   | 3 - 1 | Real Madriz FC    | Estadio Cacique Diriangén      | 18 de abril | 15:00 |
| ART Jalapa     | 1 - 2 | Real Estelí FC    | Estadio Alejandro Ramos Turcio | 18 de abril | 15:00 |
| CD Las Sabanas | 1 - 1 | Juventus FC       | Estadio Solidaridad            | 18 de abril | 15:00 |
| Managua FC     | 1 - 0 | CD Walter Ferreti | Estadio Nacional               | 18 de abril | 15:00 |

## Repechaje
| 22 de abril de 2020, 17:00                                              | Diriangén FC | 1:0     | Juventus FC | Estadio Cacique Diriangén, Diriamba |  |
|                                                                         |              | Reporte |             |                                     |  |
| El Diriangén FC clasifica a semifinales con un resultado global de 1:0. |              |         |             |                                     |  |

| 22 de abril de 2020, 19:00                                                   | CD Walter Ferreti | 5:1     | ART Jalapa | Estadio Nacional, Managua |  |
|                                                                              |                   | Reporte |            |                           |  |
| El CD Walter Ferreti clasifica a semifinales con un resultado global de 5:1. |                   |         |            |                           |  |

## Repechaje de promoción
| 30 de abril de 2020, 18:00 | Deportivo Masaya | 2:1     | ART Jalapa | Estadio Arnoldo y Matty Chávez, Masaya |  |
|                            |                  | Reporte |            |                                        |  |

| 3 de mayo de 2020, 20:00                                                                                         | ART Jalapa | 3:1     | Deportivo Masaya | Estadio Alejandro Ramos Turcio, Jalapa |  |
| |            | Reporte |                  |                                        |  |
| El ART Jalapa permanece en primera división tras ganar el repechaje de promoción con el resultado global de 4:3. |            |         |                  |                                        |  |

## Fase Final

### Cuadro de desarrollo
|  | Semifinales                                                 | Semifinales                                                 | Semifinales                                                 | Semifinales                                                 | Semifinales                                                 |   |    | Final                                              | Final                                              | Final                                              | Final                                              | Final                                              |  |
|  | 25 y 26 de abril de 2020 (Ida) 29 de abril de 2020 (Vuelta) | 25 y 26 de abril de 2020 (Ida) 29 de abril de 2020 (Vuelta) | 25 y 26 de abril de 2020 (Ida) 29 de abril de 2020 (Vuelta) | 25 y 26 de abril de 2020 (Ida) 29 de abril de 2020 (Vuelta) | 25 y 26 de abril de 2020 (Ida) 29 de abril de 2020 (Vuelta) |   |    | 2 de mayo de 2020 (Ida) 9 de mayo de 2020 (Vuelta) | 2 de mayo de 2020 (Ida) 9 de mayo de 2020 (Vuelta) | 2 de mayo de 2020 (Ida) 9 de mayo de 2020 (Vuelta) | 2 de mayo de 2020 (Ida) 9 de mayo de 2020 (Vuelta) | 2 de mayo de 2020 (Ida) 9 de mayo de 2020 (Vuelta) |  |
|  |                                                             |                                                             |                                                             |                                                             |                                                             |   |    |                                                    |                                                    |                                                    |                                                    |                                                    |  |
|  |                                                             |                                                             |                                                             |                                                             |                                                             |   |    |                                                    |                                                    |                                                    |                                                    |                                                    |  |
|  | 1°                                                          | Managua FC                                                  | 0                                                           | 4                                                           | 4                                                           |   |    |                                                    |                                                    |                                                    |                                                    |                                                    |  |
|  | 1°                                                          | Managua FC                                                  | 0                                                           | 4                                                           | 4                                                           |   |    |                                                    |                                                    |                                                    |                                                    |                                                    |  |
|  | 4°                                                          | CD Walter Ferreti                                           | 0                                                           | 2                                                           | 2                                                           |   |    |                                                    |                                                    |                                                    |                                                    |                                                    |  |
|  | 4°                                                          | CD Walter Ferreti                                           | 0                                                           | 2                                                           | 2                                                           |   | 1° | Managua FC                                         | 1                                                  | 1                                                  | 2                                                  |                                                    |  |
|  |                                                             |                                                             |                                                             |                                                             |                                                             |   | 1° | Managua FC                                         | 1                                                  | 1                                                  | 2                                                  |                                                    |  |
|  |                                                             |                                                             | 2°                                                          | Real Estelí FC                                              | 1                                                           | 3 | 4  |                                                    |                                                    |                                                    |                                                    |                                                    |  |
|  | 2°                                                          | Real Estelí FC                                              | 2°                                                          | Real Estelí FC                                              | 1                                                           | 3 | 4  | 1                                                  | 0                                                  | 1                                                  |                                                    |                                                    |  |
|  | 2°                                                          | Real Estelí FC                                              |                                                             |                                                             |                                                             |   |    | 1                                                  | 0                                                  | 1                                                  |                                                    |                                                    |  |
|  | 3°                                                          | Diriangén FC                                                | 0                                                           | 0                                                           | 0                                                           |   |    |                                                    |                                                    |                                                    |                                                    |                                                    |  |
|  | 3°                                                          | Diriangén FC                                                | 0                                                           | 0                                                           | 0                                                           |   |    |                                                    |                                                    |                                                    |                                                    |                                                    |  |
|  |                                                             |                                                             |                                                             |                                                             |                                                             |   |    |                                                    |                                                    |                                                    |                                                    |                                                    |  |

### Semifinales

#### Ida
| 25 de abril de 2020, 19:00 | Diriangén FC | 0:1     | Real Estelí FC | Estadio Cacique Diriangén, Diriamba |  |
|                            |              | Reporte |                |                                     |  |

| 26 de abril de 2020, 19:00 | CD Walter Ferreti | 0:0     | Managua FC | Estadio Nacional, Managua |  |
|                            |                   | Reporte |            |                           |  |

#### Vuelta
| 29 de abril de 2020, 19:00                                             | Real Estelí FC | 0:0     | Diriangén FC | Estadio Independencia, Estelí |  |
|                                                                        |                | Reporte |              |                               |  |
| El Real Estelí FC clasifica a la final con un resultado global de 1:0. |                |         |              |                               |  |

| 29 de abril de 2020, 20:00                                         | Managua FC | 4:2     | CD Walter Ferreti | Estadio Nacional, Managua |  |
|                                                                    |            | Reporte |                   |                           |  |
| El Managua FC clasifica a la final con un resultado global de 4:2. |            |         |                   |                           |  |

### Final

#### Ida
| 2 de mayo de 2020, 19:00 | Real Estelí FC | 1:1     | Managua FC | Estadio Independencia, Estelí |  |
|                          |                | Reporte |            |                               |  |

#### Vuelta
| 9 de mayo de 2020, 19:00 | Managua FC | 1:3     | Real Estelí FC | Estadio Nacional, Managua |  |
|                          |            | Reporte |                |                           |  |

| Bandera del departamento de Estelí |
| Campeón Real Estelí FC             |
| 18.° título                        |